# Backtrace (film, 2018)
Pour les articles homonymes, voir Backtrace.
 (décembre 2018).
Si vous disposez d'ouvrages ou d'articles de référence ou si vous connaissez des sites web de qualité traitant du thème abordé ici, merci de compléter l'article en donnant les références utiles à sa vérifiabilité et en les liant à la section « Notes et références ».
Pour plus de détails, voir Fiche technique et Distribution.
Backtrace (Retracer au Québec) est un film d'action américano-canadien réalisé par Brian A. Miller, sorti en 2018.

## Synopsis
MacDonald est l'unique survivant d'un gang qui a réalisé un vol à main armée dans une banque, avec un butin record : 20 millions de dollars. Après le braquage, une fusillade oppose les gangsters. On retrouve deux morts, et MacDonald est grièvement blessé à la tête. Devenu amnésique, il passe sept ans dans un établissement psychiatrique de haute sécurité. Le butin a disparu, et il est le seul à pouvoir permettre de le retrouver. Un nouveau patient, Lucas, lui propose de l'aider à s'évader. Une fois en liberté, Lucas et ses complices, Erin et Farren, lui expliquent leur plan : on va lui injecter un sérum expérimental qui lui permettra de retrouver la mémoire. Le traitement fonctionne, et le passé de Mac lui revient par flashbacks. Ils partent tous les quatre à la recherche du butin, mais la police locale et le FBI sont à leurs trousses...

## Fiche technique
- Titre original et français : Backtrace
- Titre québécois : Retracer
- Réalisation : Brian A. Miller
- Scénario : Mike Maples
- Décors : Georgia Schwab
- Costumes : Holly Dowell
- Photographie : Peter Holland
- Production : Randall Emmett, George Furla, Mark Stewart, Matt Luber
- Sociétés de production : Emmett/Furla/Oasis Films, Highland Film Group
- Sociétés de distribution : Lionsgate (Etats-Unis), StudioCanal (France)
- Pays de production :  États-Unis,  Canada
- Langue : anglais
- Genre : Action
- Dates de sortie :
  - États-Unis : 14 décembre 2018[2]
  - France : 21 décembre 2018 (VOD), 1er août 2019 (vidéo)

## Distribution
- Sylvester Stallone (VF : Alain Dorval ; VQ : Pierre Chagnon) : Sykes
- Ryan Guzman (VFB : Nicolas Matthys ; VQ : Maël Davan-Soulas) : Lucas
- Matthew Modine (VFB : Patrick Donnay ; VQ : Pierre Auger (acteur)) : MacDonald
- Meadow Williams (VFB : Fanny Dreiss ; VQ : Julie Beauchemin) : Erin
- Christopher McDonald (VFB : Franck Dacquin ; VQ : Benoît Rousseau) : Franks
- Colin Egglesfield (VFB : Frédéric Meaux ; VQ : Alexis Lefebvre) : le détective Carter
- Lydia Hull (VFB : Fabienne Loriaux) : le docteur Nichols
- Baylee Curran : Alicia
- Jenna Willis : le détective Bay
- Heather Johansen : Sara
- Tyler Jon Olson (VFB : Sébastien Hébrant ; VQ : François-Simon Poirier) : Farren
- Swen Temmel (VFB : Olivier Prémel) : Truby
- Tamara Belous : Melissa

Version française
- Société de doublage : BTI
- Direction artistique : Olivier Cuvellier et José Luccioni
- Adaptation des dialogues : Claire Impens

Version québécoise 
- Société de doublage : Cinélume
- Direction artistique : Sébastien Dhavernas
- Adaptation des dialogues : Dave Richard